# 石南郡
石南郡，中国南北朝时设置的郡。
南朝陈置石南郡，属南定州。治所在石南县（今广西壮族自治区玉林市兴业县石南镇东北）。辖境不详，隋文帝开皇九年（589年）隋灭陈，次年，平岭南，废石南郡，石南县地入尹州（郁林郡）。